# Marast
Marast est une commune française située dans le département de la Haute-Saône, la région culturelle et historique de Franche-Comté et la région administrative Bourgogne-Franche-Comté.
En patois : Marat, Maroi.
Cette petite commune rurale doit sa notoriété à la présence du prieuré de Marast qui est l'un des rares témoignages de l'art roman en Haute-Saône, avec son église datant du XIIe siècle.

## Géographie
Faisant partie des Plateaux calcaires de la Haute-Saône, le site occupe une zone tabulaire traversée par un ruisseau  la Bassole d'orientation nord-est/sud-ouest, affluent de l'Ognon.

### Climat
Pour des articles plus généraux, voir Climat de la Bourgogne-Franche-Comté et Climat de la Haute-Saône.
En 2010, le climat de la commune est de type climat de montagne, selon une étude du Centre national de la recherche scientifique s'appuyant sur une série de données couvrant la période 1971-2000. En 2020, Météo-France publie une typologie des climats de la France métropolitaine dans laquelle la commune est exposée à un climat semi-continental et est dans la région climatique  Lorraine, plateau de Langres, Morvan, caractérisée par un hiver rude (1,5 °C), des vents modérés et des brouillards fréquents en automne et hiver. 
Pour la période 1971-2000, la température annuelle moyenne est de 10,3 °C, avec une amplitude thermique annuelle de 17,5 °C. Le cumul annuel moyen de précipitations est de 1 172 mm, avec 12,8 jours de précipitations en janvier et 10,3 jours en juillet. Pour la période 1991-2020, la température moyenne annuelle observée sur la station météorologique de Météo-France la plus proche, « Villersexel Sa », sur la commune de Villersexel à 4 km à vol d'oiseau, est de 10,8 °C et le cumul annuel moyen de précipitations est de 1 037,9 mm. 
La température maximale relevée sur cette station est de 38,4 °C, atteinte le 8 août 2003 ; la température minimale est de −19,4 °C, atteinte le 20 décembre 2009,,. 
Les paramètres climatiques de la commune ont été estimés pour le milieu du siècle (2041-2070) selon différents scénarios d'émission de gaz à effet de serre à partir des nouvelles projections climatiques de référence DRIAS-2020. Ils sont consultables sur un site dédié publié par Météo-France en novembre 2022.

## Urbanisme

### Typologie
Au 1er janvier 2024, Marast est catégorisée commune rurale à habitat dispersé, selon la nouvelle grille communale de densité à sept niveaux définie par l'Insee en 2022.
Elle est située hors unité urbaine. Par ailleurs la commune fait partie de l'aire d'attraction de Vesoul, dont elle est une commune de la couronne,. Cette aire, qui regroupe 158 communes, est catégorisée dans les aires de 50 000 à moins de 200 000 habitants,.

### Occupation des sols
L'occupation des sols de la commune, telle qu'elle ressort de la base de données européenne d’occupation biophysique des sols Corine Land Cover (CLC), est marquée par l'importance des territoires agricoles (70,4 % en 2018), une proportion identique à celle de 1990 (70,4 %). La répartition détaillée en 2018 est la suivante : 
prairies (43,7 %), forêts (29,3 %), terres arables (26,6 %), milieux à végétation arbustive et/ou herbacée (0,4 %), zones agricoles hétérogènes (0,1 %). L'évolution de l’occupation des sols de la commune et de ses infrastructures peut être observée sur les différentes représentations cartographiques du territoire : la carte de Cassini (XVIIIe siècle), la carte d'état-major (1820-1866) et les cartes ou photos aériennes de l'IGN pour la période actuelle (1950 à aujourd'hui).

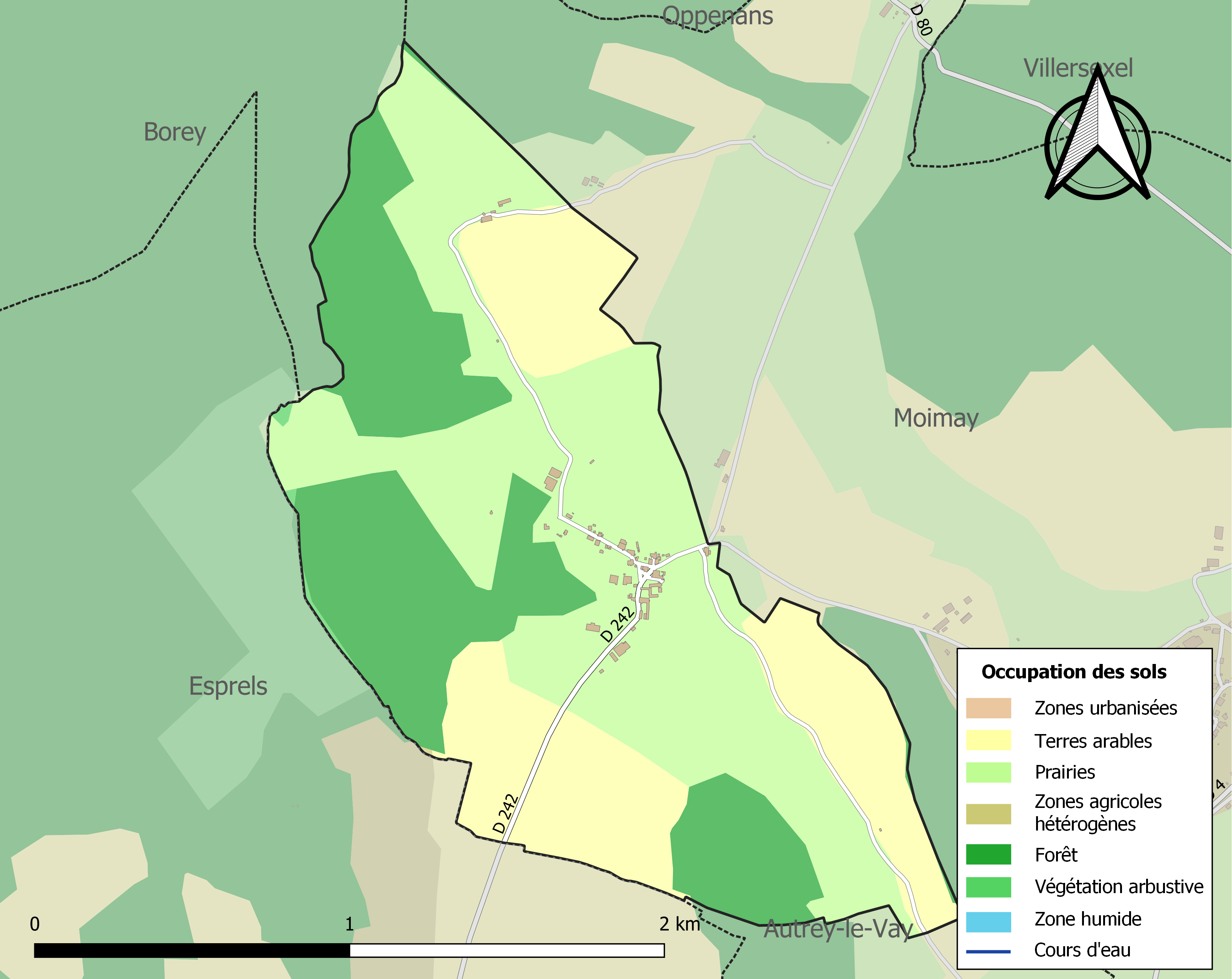
Carte des infrastructures et de l'occupation des sols de la commune en 2018 (CLC).

## Toponymie
Le nom est issu du latin tardif mariscus, devenu maresc ou marasc et signifiant marais.

## Histoire

### Antiquité
Le territoire de la commune est traversé par une ancienne voie romaine, orientée sud-ouest/nord-est, allant d'Esprels à Aillevans via la Grange d'Ancin. Cet axe routier est aujourd'hui devenu la RD 242.

### Moyen Âge
Le site, décrit comme boisé et marécageux, ne semble pas avoir été occupé avant son défrichement et sa mise en valeur par la communauté monastique du prieuré de Marast issue de l'abbaye de Chaumousey, située dans les Vosges.
Les religieux attirent en ce lieu à partir du XIIe siècle des paysans, qui constitueront un hameau. Le peuplement, qui se développe au XVIe siècle, demeurera toutefois réduit, ne permettant pas la constitution d'une paroisse,.
Le prieur de Marast détenait la seigneurie, qui a souffert des guerres liées à la conquête française durant le XVIIe siècle, les ménages recensés en 1654 n'étant plus qu'au nombre de 3.

### Période contemporaine
En 1838 la commune comporte 38 électeurs.
La bataille de Villersexel, le 9 janvier 1871, durant la guerre franco-allemande de 1870, s'est déroulée pour partie sur le territoire de la commune, les troupes prussiennes tenant les Grands Bois situés au nord-ouest du village.
Les habitants ont été durement éprouvés par les troupes prussiennes ainsi que le relate le conseil municipal : "La commune a bien souffert par l'invasion des troupes étrangères, surtout les 9 et 10 janvier 1871"; Il est déploré la "perte de chevaux et voitures et autres animaux qui ont servi à la nourriture des troupes allemandes." Le conseil prévoit le remplacement d'un tambour brûlé par les mêmes troupes.
Dans les années 1990, un projet de grande ampleur envisage la création d'un circuit de Formule 1 sur un site de 37 hectares. Accueilli d’abord avec enthousiasme par les élus locaux, le projet, engagé sans étude d’impact environnementale, a tourné au fiasco. Il a été stoppé après la mobilisation d’habitants et d’écologistes, inquiets de voir le vallon défiguré.

## Politique et administration

Carte départementale représentant en rouge la communauté de communes du Pays de Villersexel.

### Rattachements administratifs et électoraux
La commune fait partie de l'arrondissement de Lure du département de la Haute-Saône, en région Bourgogne-Franche-Comté. Pour l'élection des députés, elle dépend de la deuxième circonscription de la Haute-Saône.
Elle fait partie depuis 1801 du canton de Villersexel. Dans le cadre du redécoupage cantonal de 2014 en France, le canton s'est agrandi, passant de 32 à 47.

### Intercommunalité
La commune s'est associée avec d'autres dès 1965 dans le cadre d'un syndicat intercommunal à vocation multiple (SIVOM), prédécesseur de l'actuelle communauté de communes du Pays de Villersexel, dont elle demeure membre.

### Liste des maires

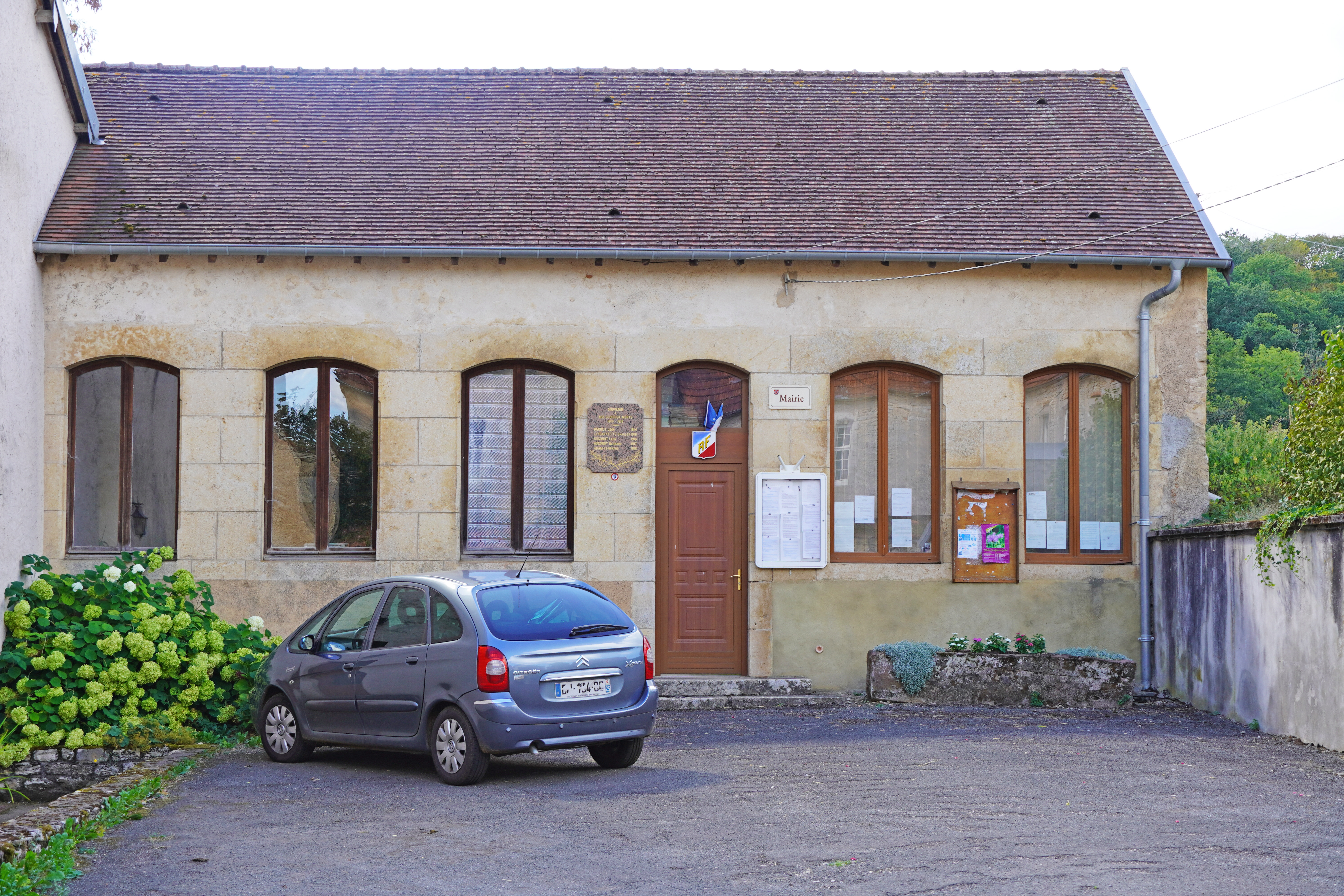
La mairie.

| Période                                  | Période                   | Identité               | Étiquette   | Qualité |
| ---------------------------------------- | ------------------------- | ---------------------- | ----------- | ------- |
| Les données manquantes sont à compléter. |                           |                        |             |         |
| 1809                                     | 2/1816                    | Joseph Pescheur        |             |         |
| 3/1816                                   | 1827                      | Joseph Gobillot        |             |         |
| 1828                                     | 1832                      | Jean Claude Nicot      |             |         |
| 1832                                     | 1846                      | Servais Gobillot       |             |         |
| 1846                                     | 1857                      | Joseph Pescheur        |             |         |
| 1857                                     | 1876                      | Jean Baptiste Vaufrey  |             |         |
| 1877                                     | 1877                      | Jean Baptiste Valder   |             |         |
| 10/1878                                  | 1/1881                    | Claude Hubert Lachiche |             |         |
| 3/1881                                   | 1888                      | Alphonse Vaufrey       |             |         |
| 1888                                     | 1899                      | Jules Sallot           |             |         |
| 1900                                     | 1908                      | Alphonse Vaufrey       | Républicain | Battu   |
| 1908                                     | >1936                     | Léonard Vaufrey        |             |         |
| mars 1971                                | mars 2014                 | Jean Gamet             |             |         |
| mars 2014                                | mai 2020                  | Alain Jacquard         |             |         |
| mai 2020                                 | En cours (au 30 mai 2020) | Christian Belperrin    |             |         |

## Population et société

### Démographie
L'évolution du nombre d'habitants est connue à travers les recensements de la population effectués dans la commune depuis 1793. Pour les communes de moins de 10 000 habitants, une enquête de recensement portant sur toute la population est réalisée tous les cinq ans, les populations de référence des années intermédiaires étant quant à elles estimées par interpolation ou extrapolation. Pour la commune, le premier recensement exhaustif entrant dans le cadre du nouveau dispositif a été réalisé en 2007.

En 2022, la commune comptait 49 habitants, en évolution de −3,92 % par rapport à 2016 (Haute-Saône : −1,4 %, France hors Mayotte : +2,11 %).
| 1793 | 1800 | 1806 | 1821 | 1831 | 1836 | 1841 | 1846 | 1851 |
| ---- | ---- | ---- | ---- | ---- | ---- | ---- | ---- | ---- |
| 125  | 108  | 118  | 125  | 137  | 141  | 219  | 143  | 224  |

| 1856 | 1861 | 1866 | 1872 | 1876 | 1881 | 1886 | 1891 | 1896 |
| ---- | ---- | ---- | ---- | ---- | ---- | ---- | ---- | ---- |
| 221  | 189  | 181  | 188  | 212  | 188  | 190  | 148  | 174  |

| 1901 | 1906 | 1911 | 1921 | 1926 | 1931 | 1936 | 1946 | 1954 |
| ---- | ---- | ---- | ---- | ---- | ---- | ---- | ---- | ---- |
| 133  | 62   | 61   | 61   | 60   | 66   | 61   | 58   | 45   |

| 1962 | 1968 | 1975 | 1982 | 1990 | 1999 | 2006 | 2007 | 2012 |
| ---- | ---- | ---- | ---- | ---- | ---- | ---- | ---- | ---- |
| 40   | 51   | 43   | 44   | 43   | 43   | 43   | 43   | 43   |

| 2017 | 2022 | - | - | - | - | - | - | - |
| ---- | ---- | - | - | - | - | - | - | - |
| 55   | 49   | - | - | - | - | - | - | - |

### Manifestations culturelles et festivités
Des expositions et de nombreux concerts de musique sont organisés par l'association des amis du prieuré au prieuré de Marast, vaste et d’une acoustique exceptionnelle.
La messe y est servie le 22 juillet de chaque année.

## Économie
Depuis 2009 est envisagée la création d'une centrale solaire photovoltaïque, qui serait réalisée avec 28.000 modules solaires sur tables fixes positionnées au sol, sur un terrain de 12,5 ha à cheval entre les communes de Marast et Moimay. Sa mise en service est envisagée à l'horizon 2017.

## Culture locale et patrimoine

### Lieux et monuments
Le prieuré de Marast, fondé en 1117 par les moines de l'abbaye de Chaumousey dans les Vosges, comporte une église de style roman construite vers 1120-1130 et des bâtiments conventuels du XVIe au XVIIIe siècle.
L'église prieurale Sainte-Marie-Madeleine, acquise par le département de la Haute-Saône et classée monument historique depuis 1977, est en cours de restauration. Plusieurs pierres tombales des seigneurs de Villersexel se trouvent dans le chœur.

Les bâtiments du prieuré.
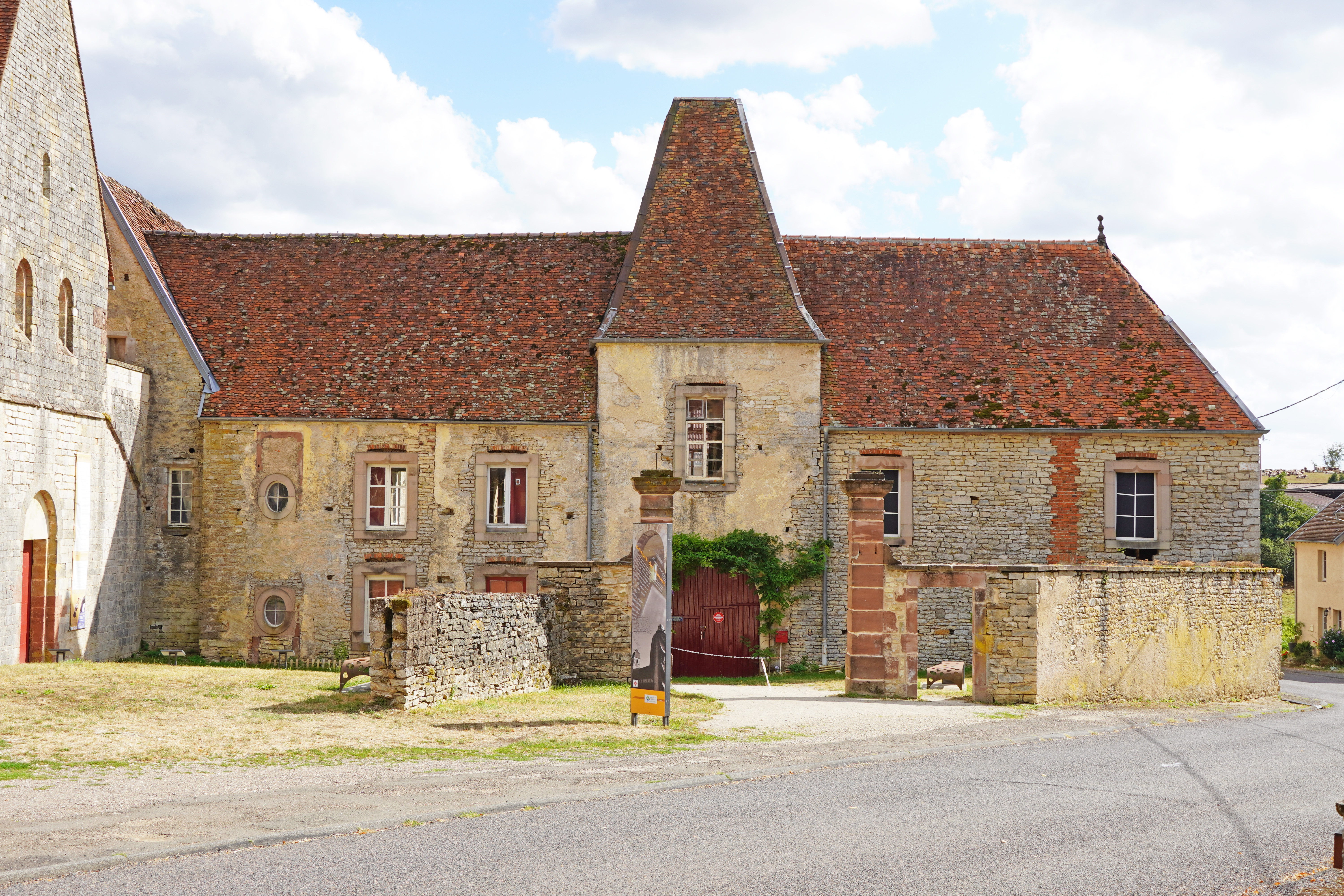
Bâtiment conventuel.
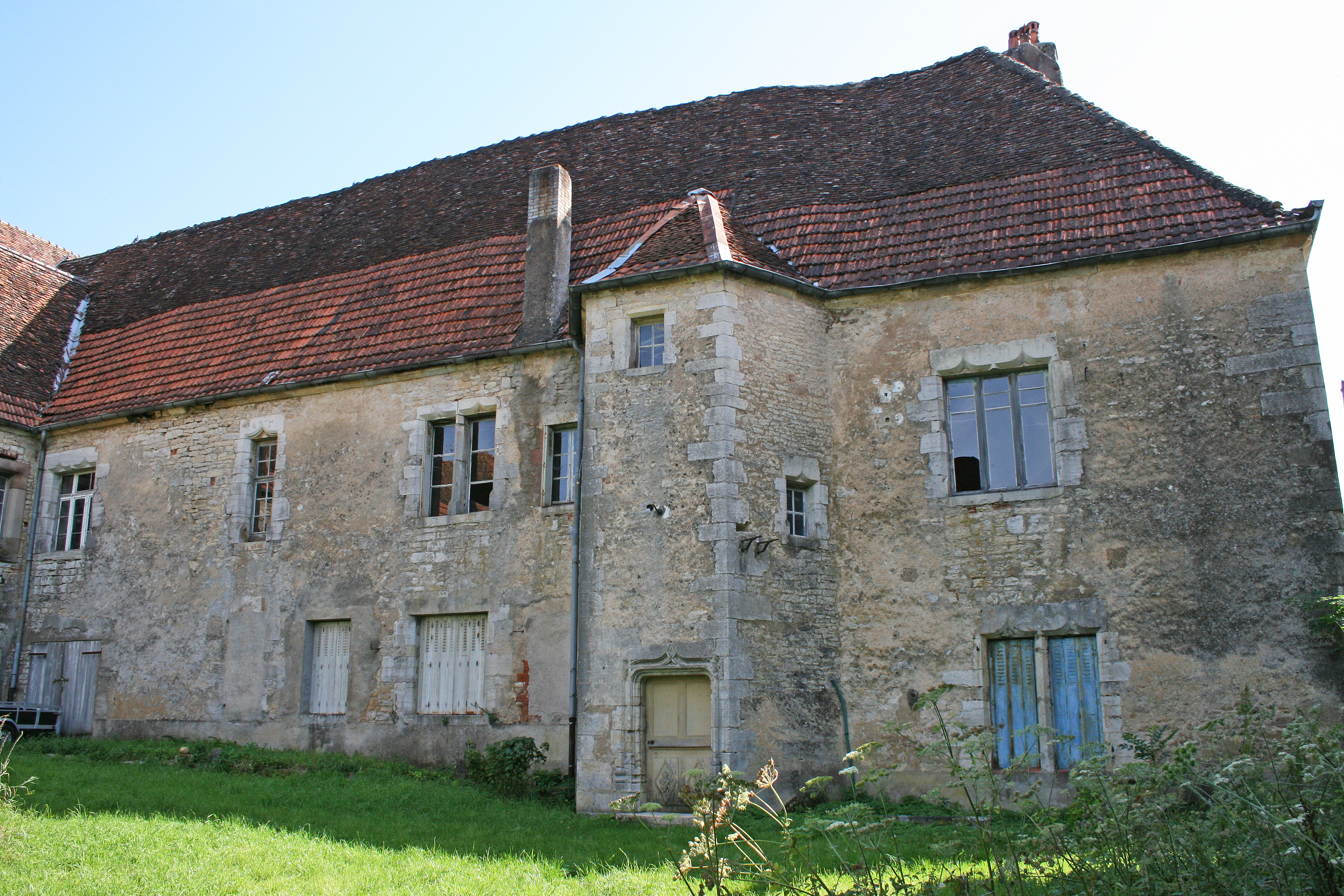
Bâtiment conventuel.
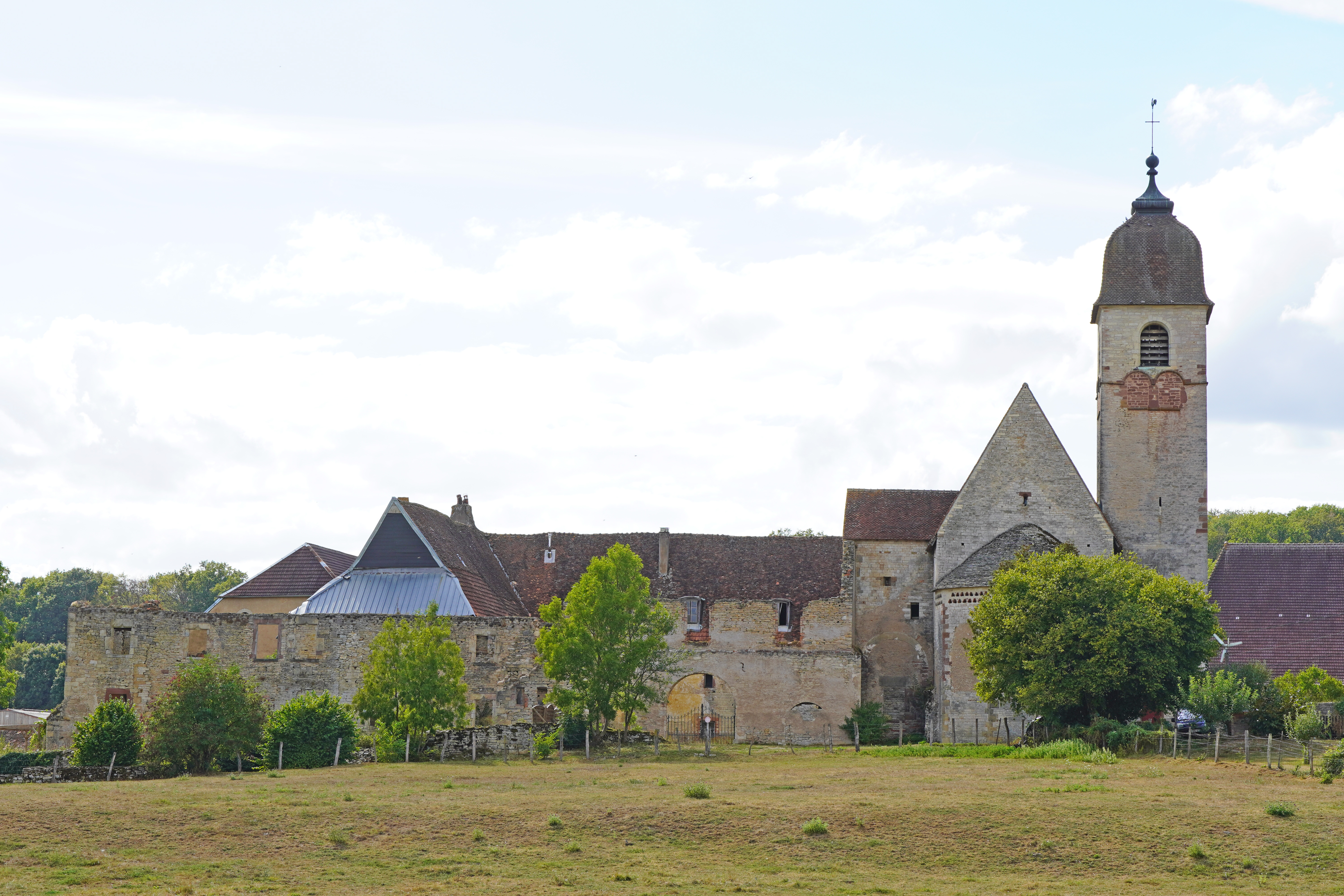
Vue éloignée.
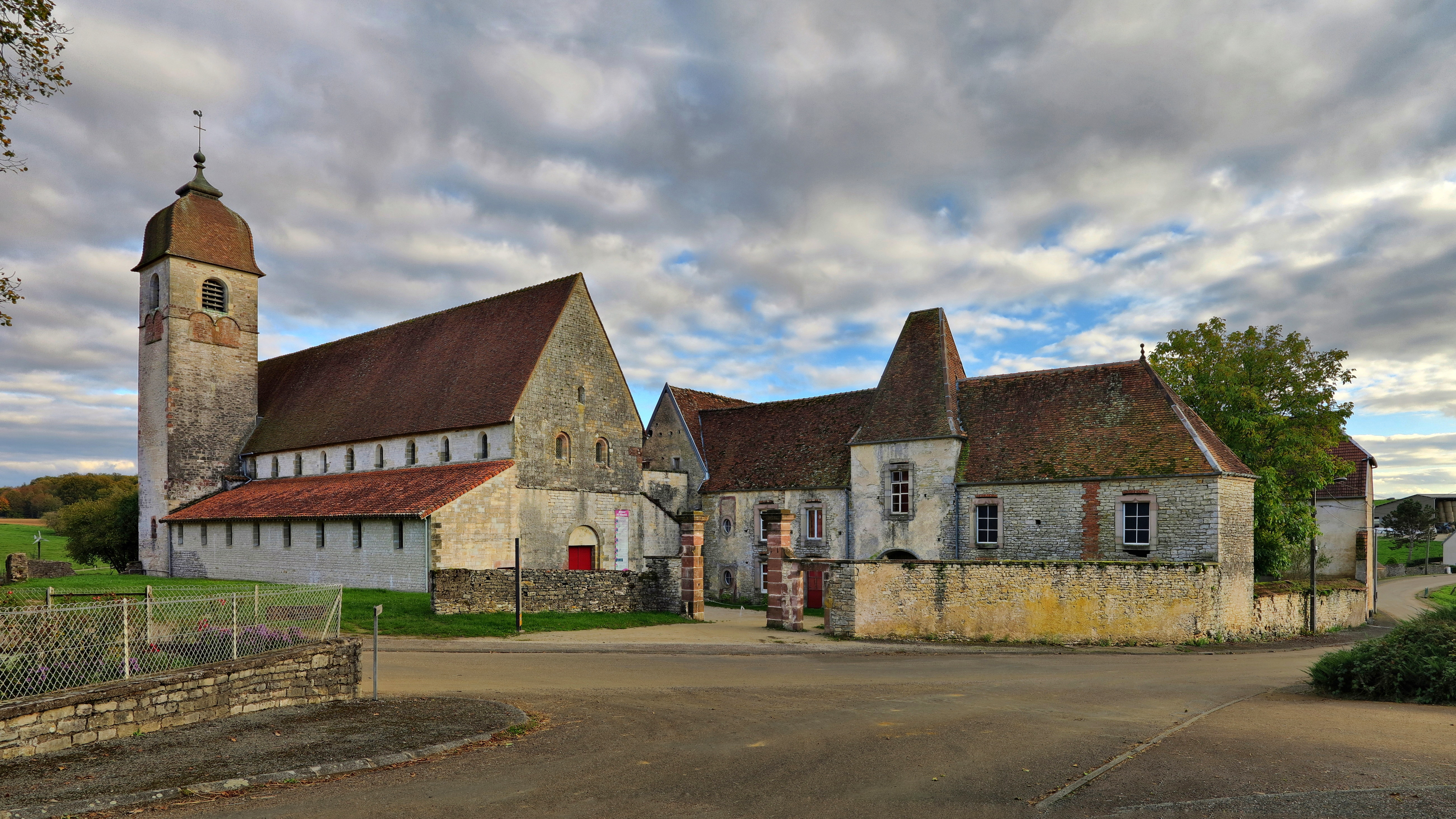
Le prieuré restauré.

L'église prieurale Sainte-Marie-Madeleine.
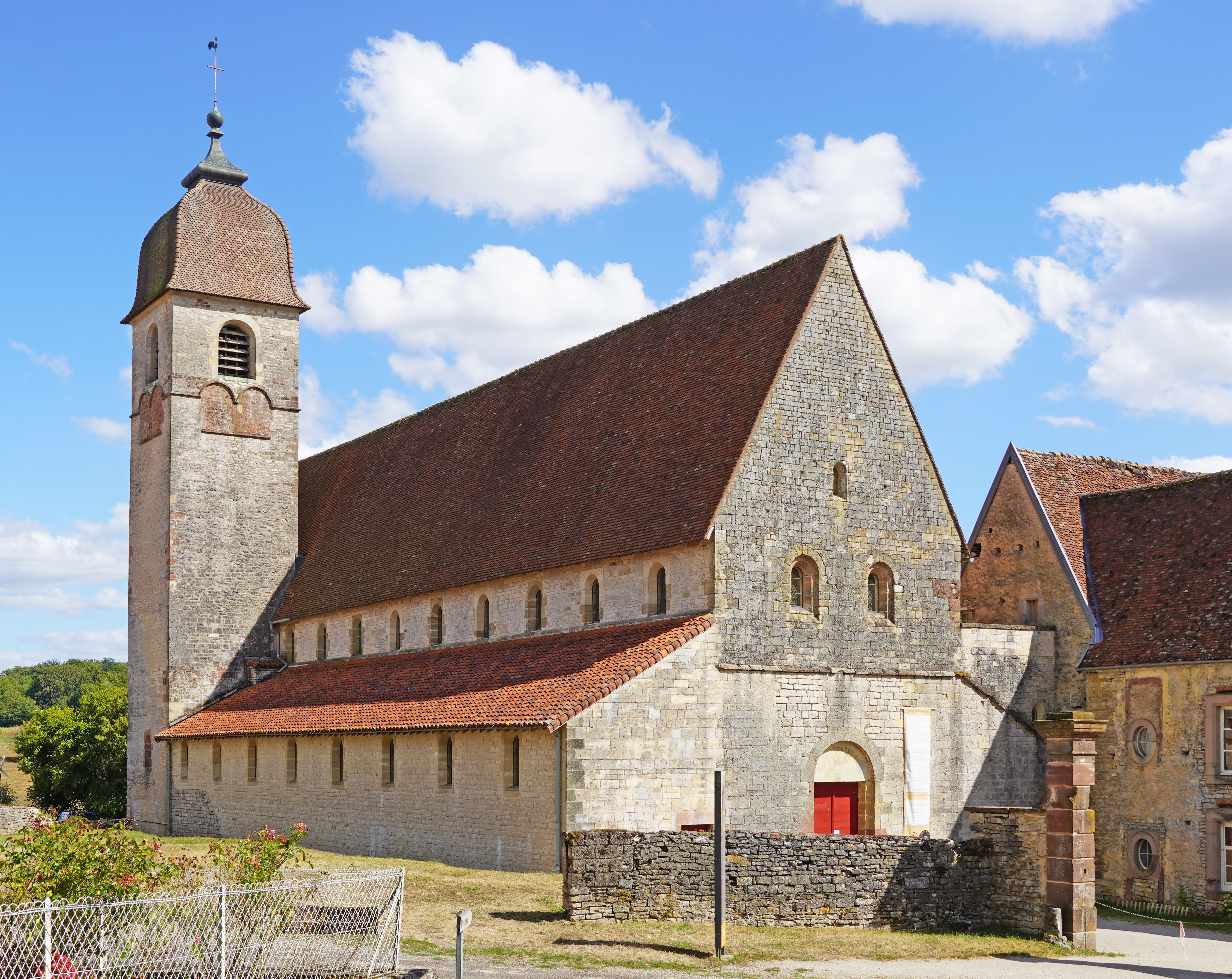
Vue générale.
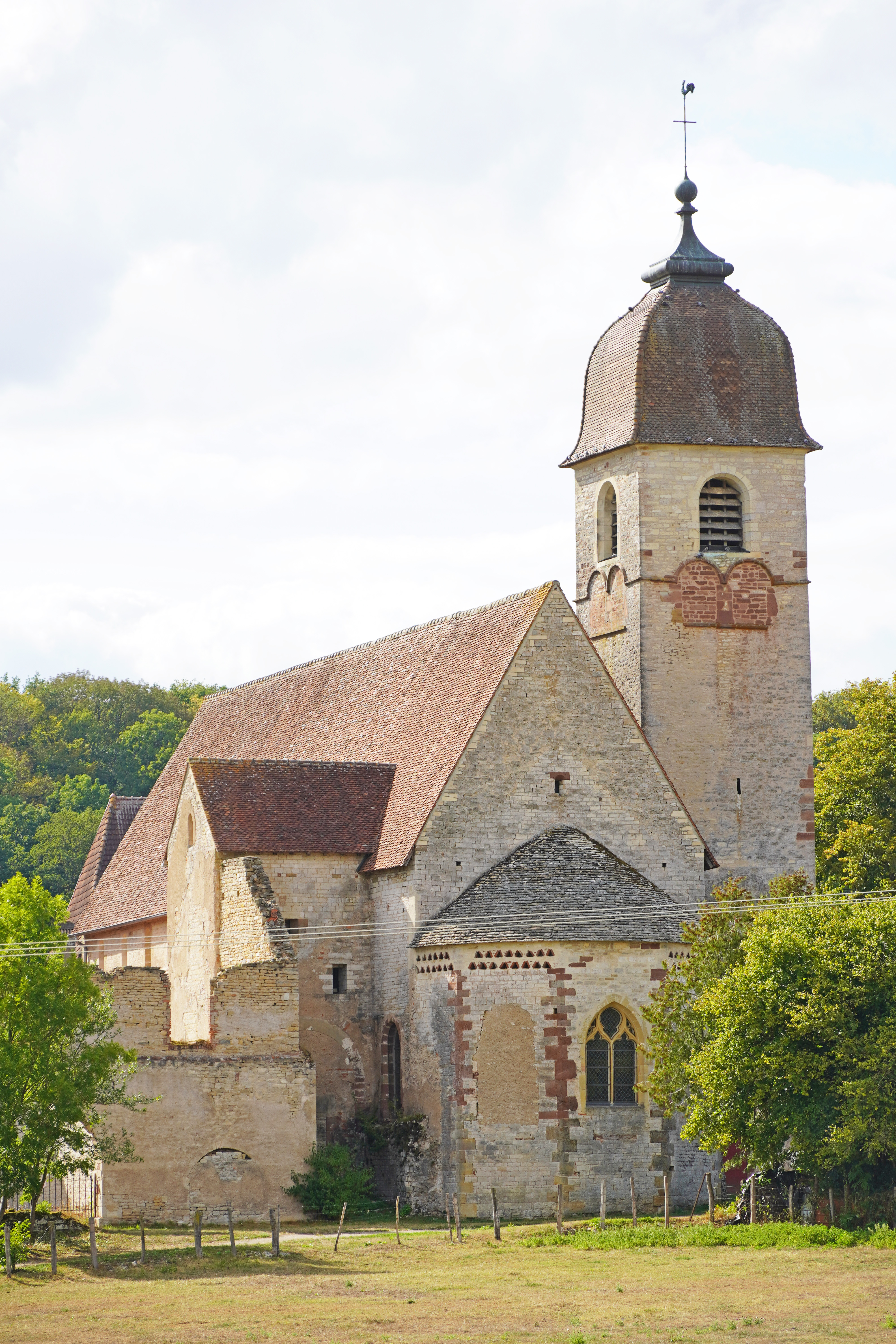
Vue du chevet et du clocher.
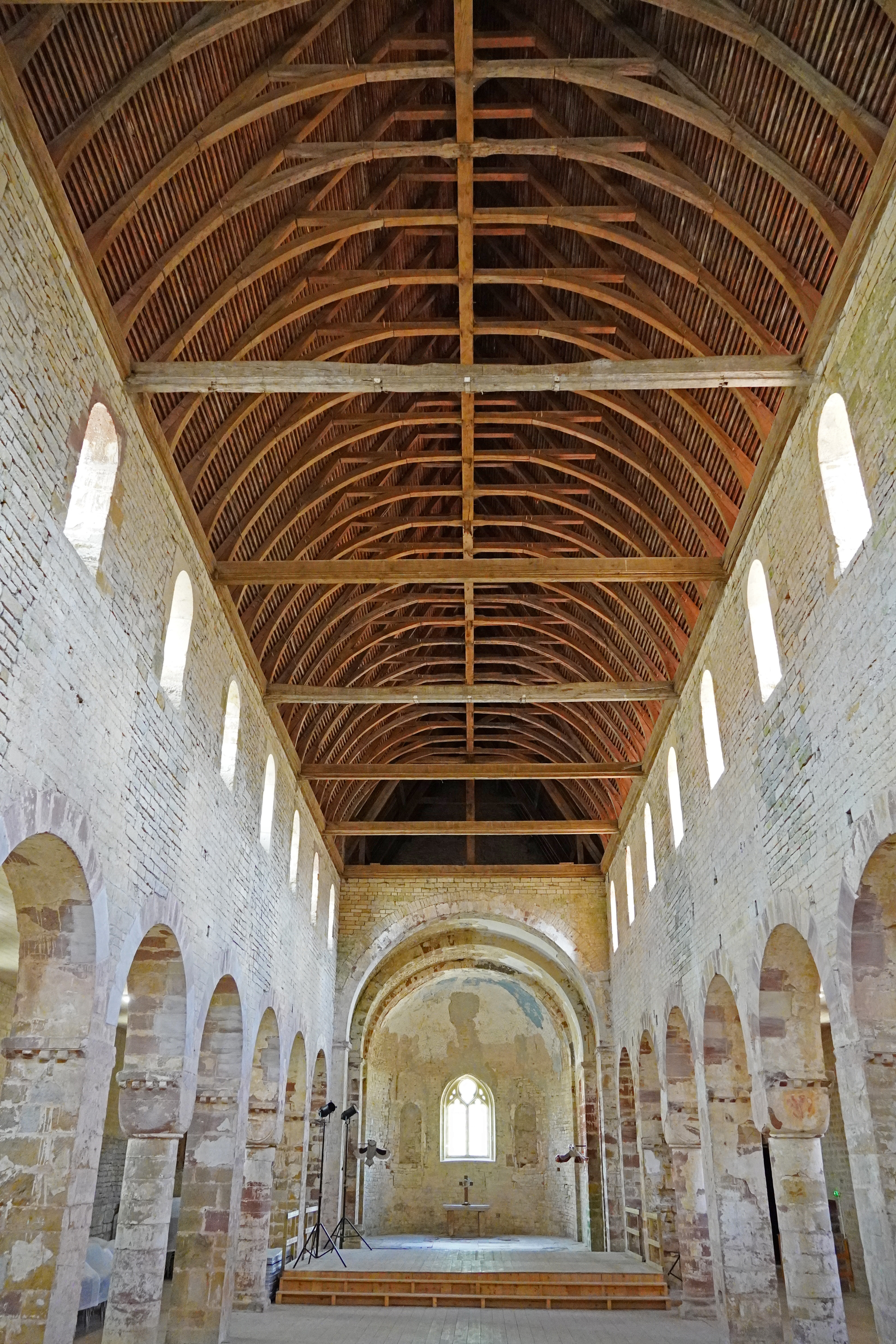
Vue de la nef.
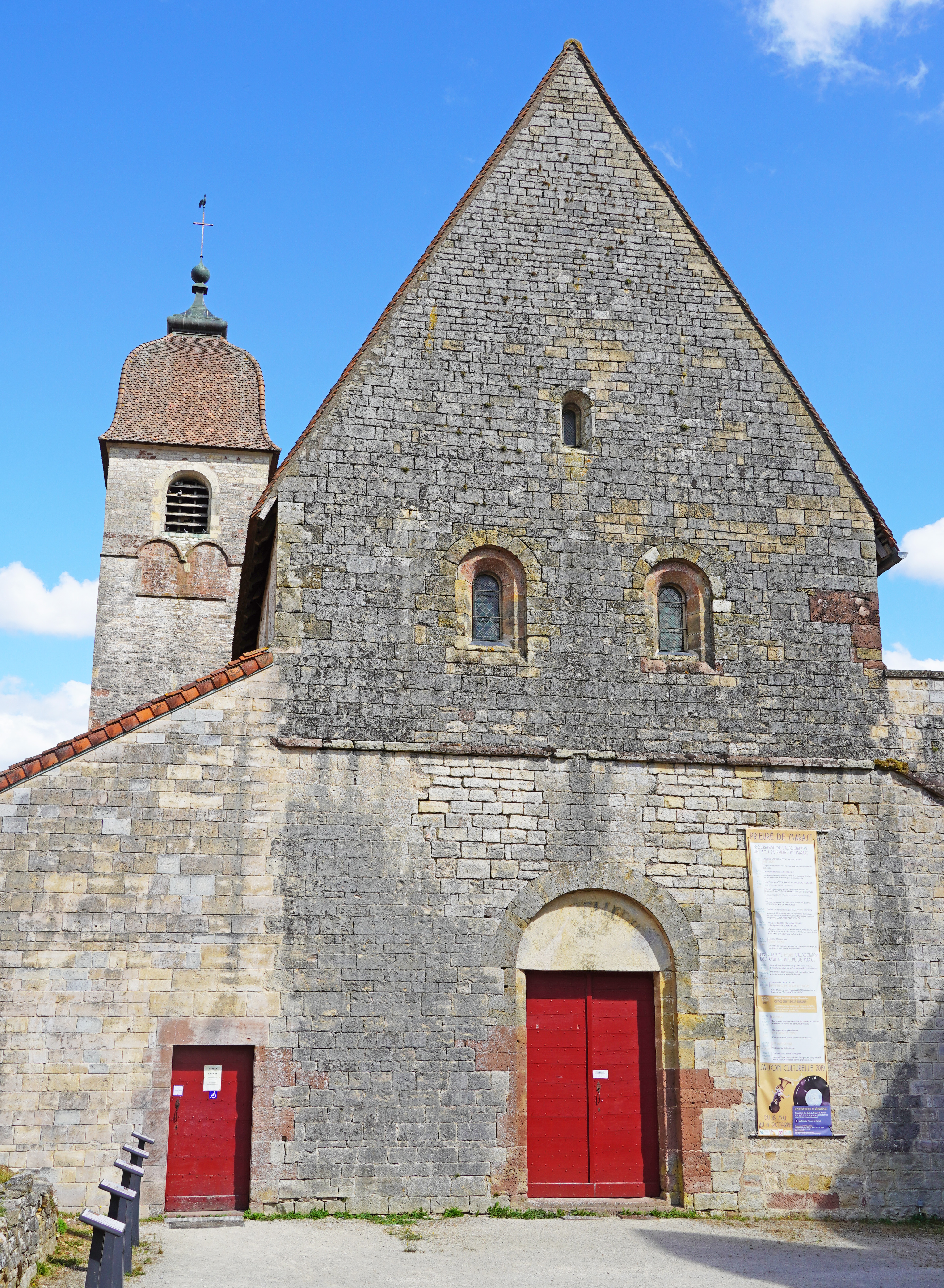
Vue de la façade.
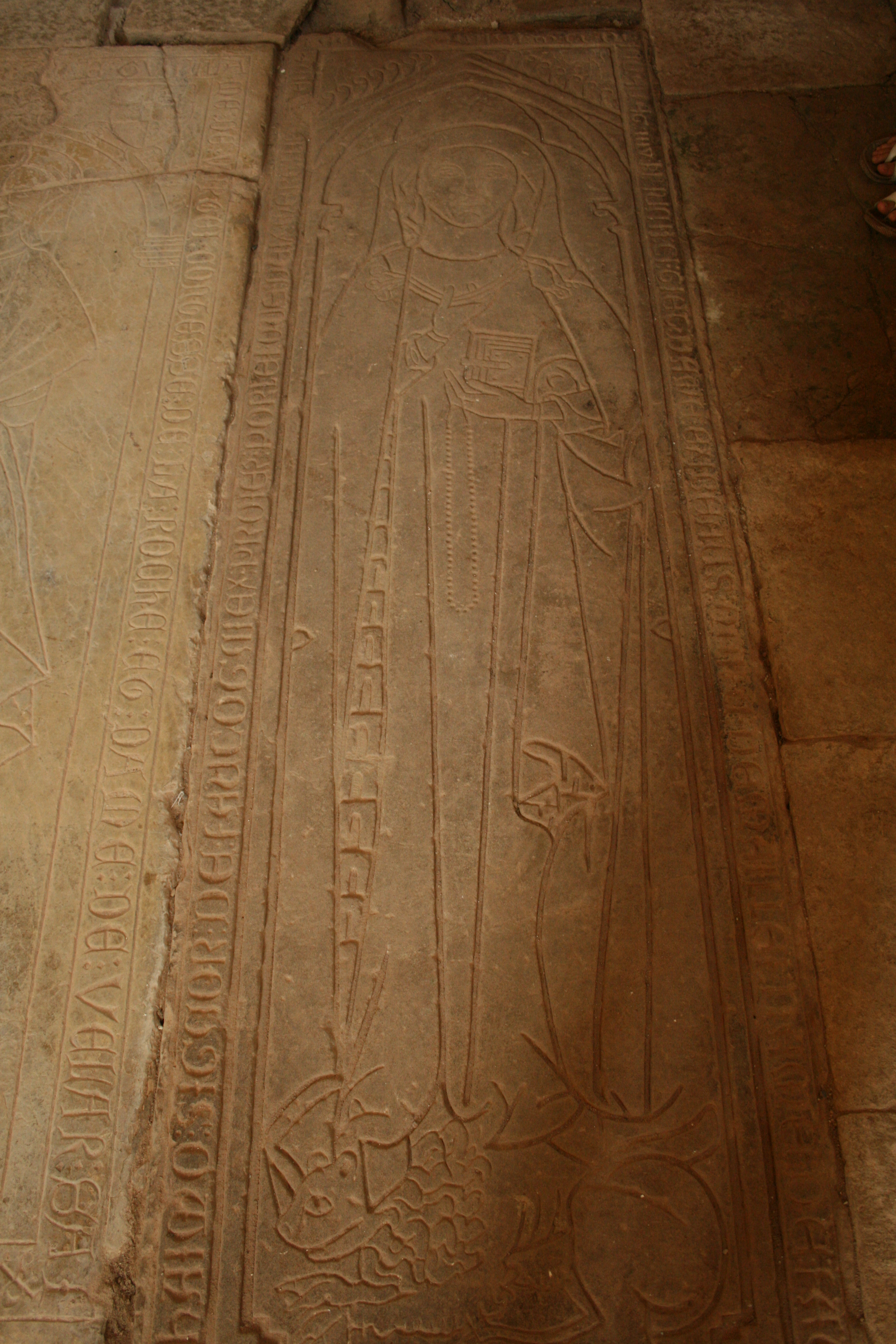
Pierre tombale.

À côté du prieuré se trouve une fontaine érigée en 1756, acquise par la commune puis restaurée en 2015, qui servait à l'alimentation en eau des villageois jusqu'en 1962, année où le réseau d'eau potable a été mis en service.

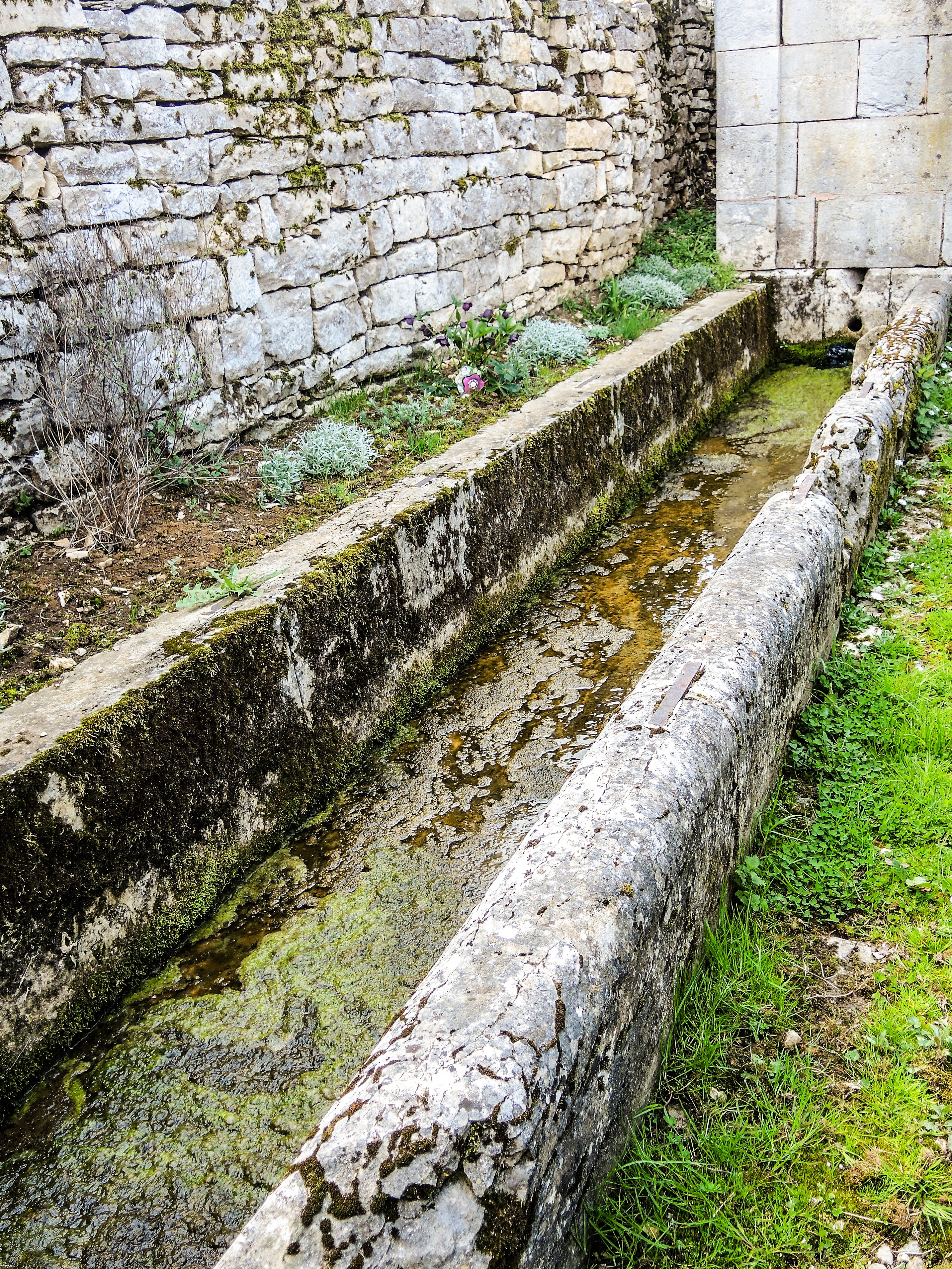
Bassin de la fontaine.
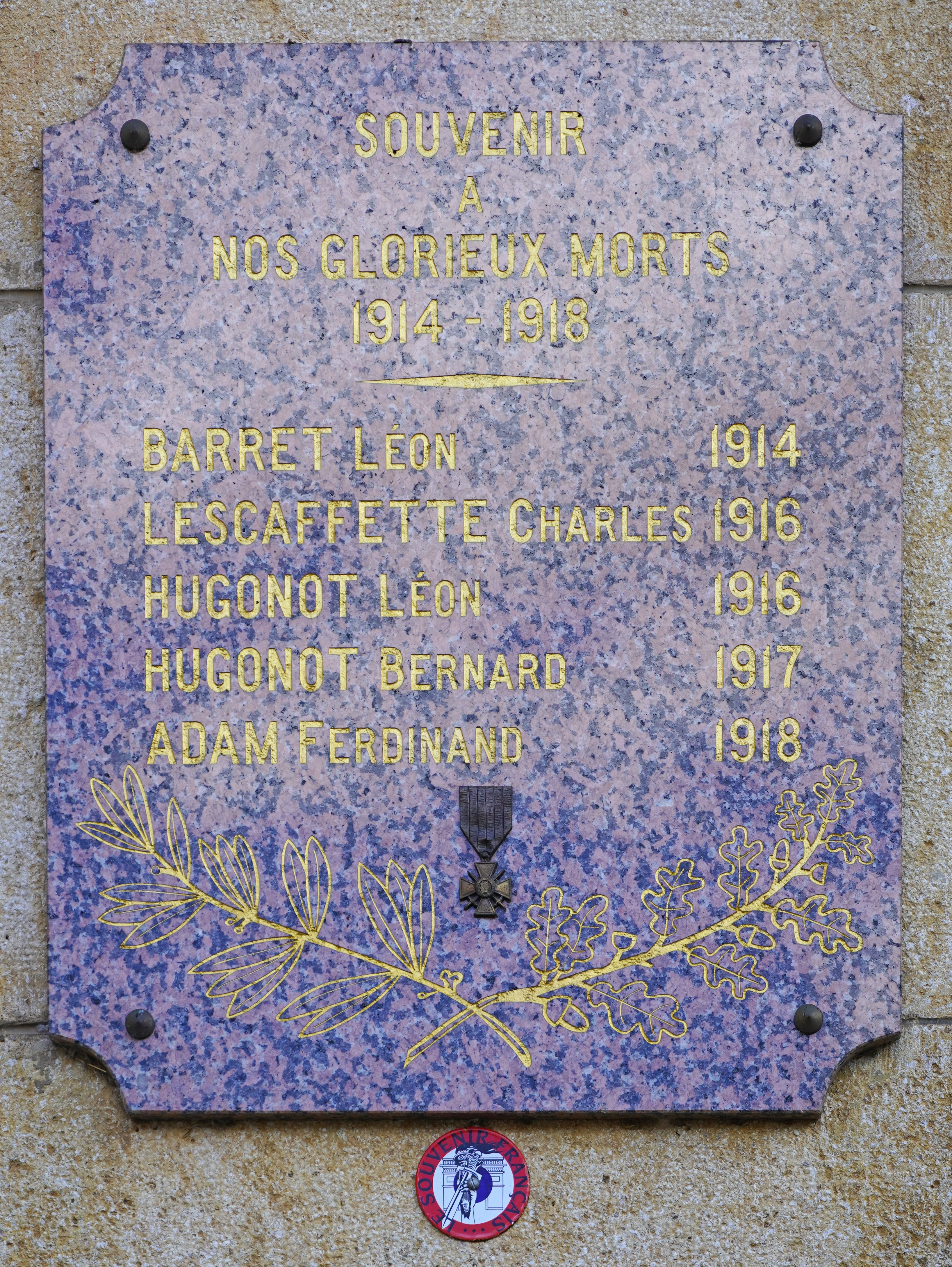
Plaque commémorative.
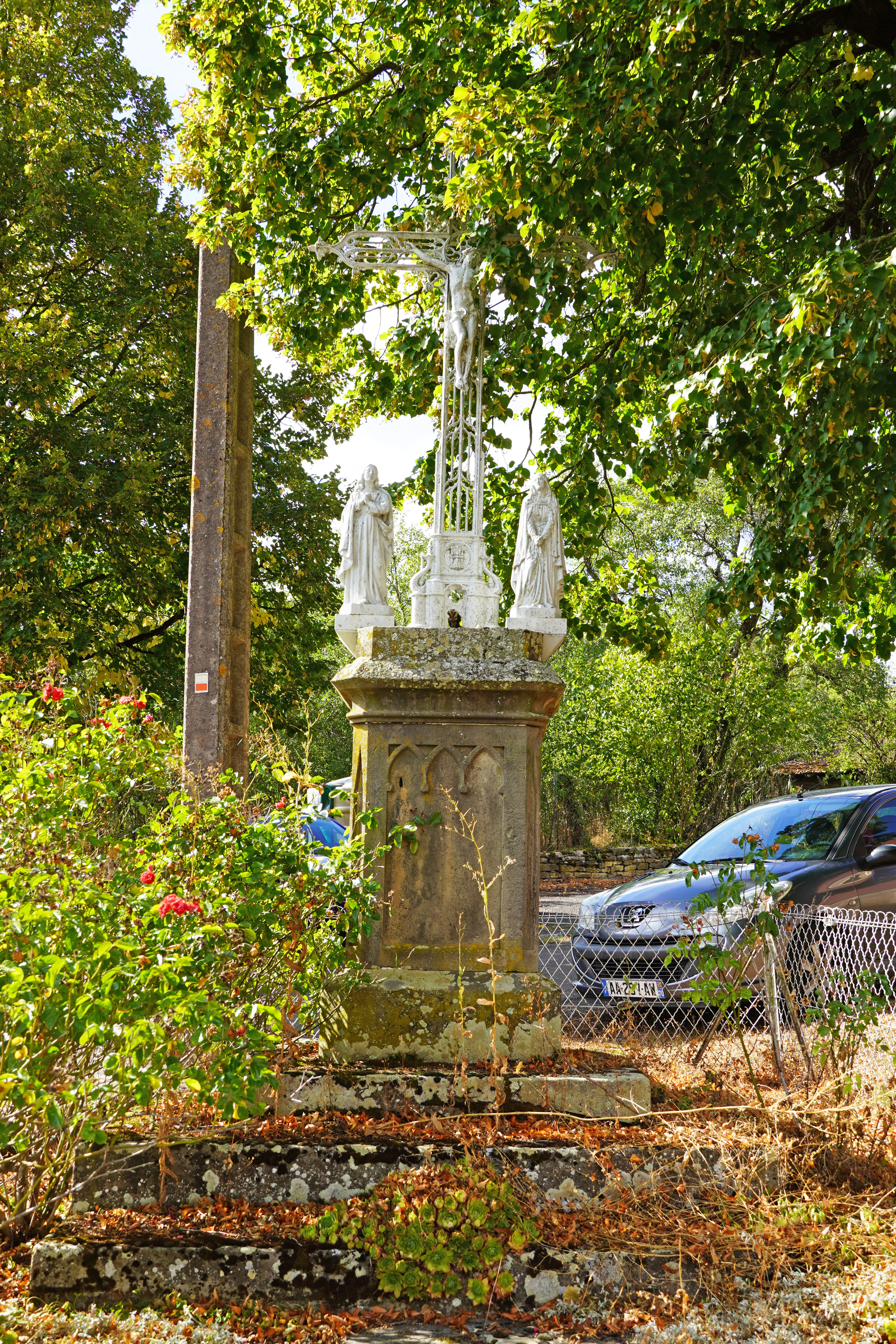
Calvaire.

### Héraldique
| Blason de Marast | Blason  | Cinq points de gueules équipollés à quatre points d'argent ces derniers chargés chacun d'une moucheture d'hermine de sable. |
| Blason de Marast | Détails | Le statut officiel du blason reste à déterminer.                                                                            |